# Buch (Rhin-Hunsrück)
Pour les articles homonymes, voir Buch.
Buch est une municipalité allemande de la commune fusionnée de Kastellaun, dans l'arrondissement de Rhin-Hunsrück, en Rhénanie-Palatinat.

## Politique et administration

### Administration municipale
Buch constitue une municipalité autonome au sein de la commune fusionnée de Kastellaun. Elle est administrée par un conseil municipal de douze membres élus, qui désignent parmi eux le maire. Les dernières élections se sont tenues le 26 mai 2019.
| Période                                  | Période  | Identité       | Étiquette | Qualité                                                |
| ---------------------------------------- | -------- | -------------- | --------- | ------------------------------------------------------ |
| Les données manquantes sont à compléter. |          |                |           |                                                        |
| 1989                                     | 2014     | Joachim Mertes | SPD       | Président du Landtag de Rhénanie-Palatinat (2006-2016) |
| 2014                                     | en cours | Tobias Vogt    | CDU       |                                                        |

## Culture et patrimoine

### Lieux et monuments
- Les ruines du château de Balduinseck, datant du XIVe siècle, s'élèvent sur un promontoire à l'ouest du village.

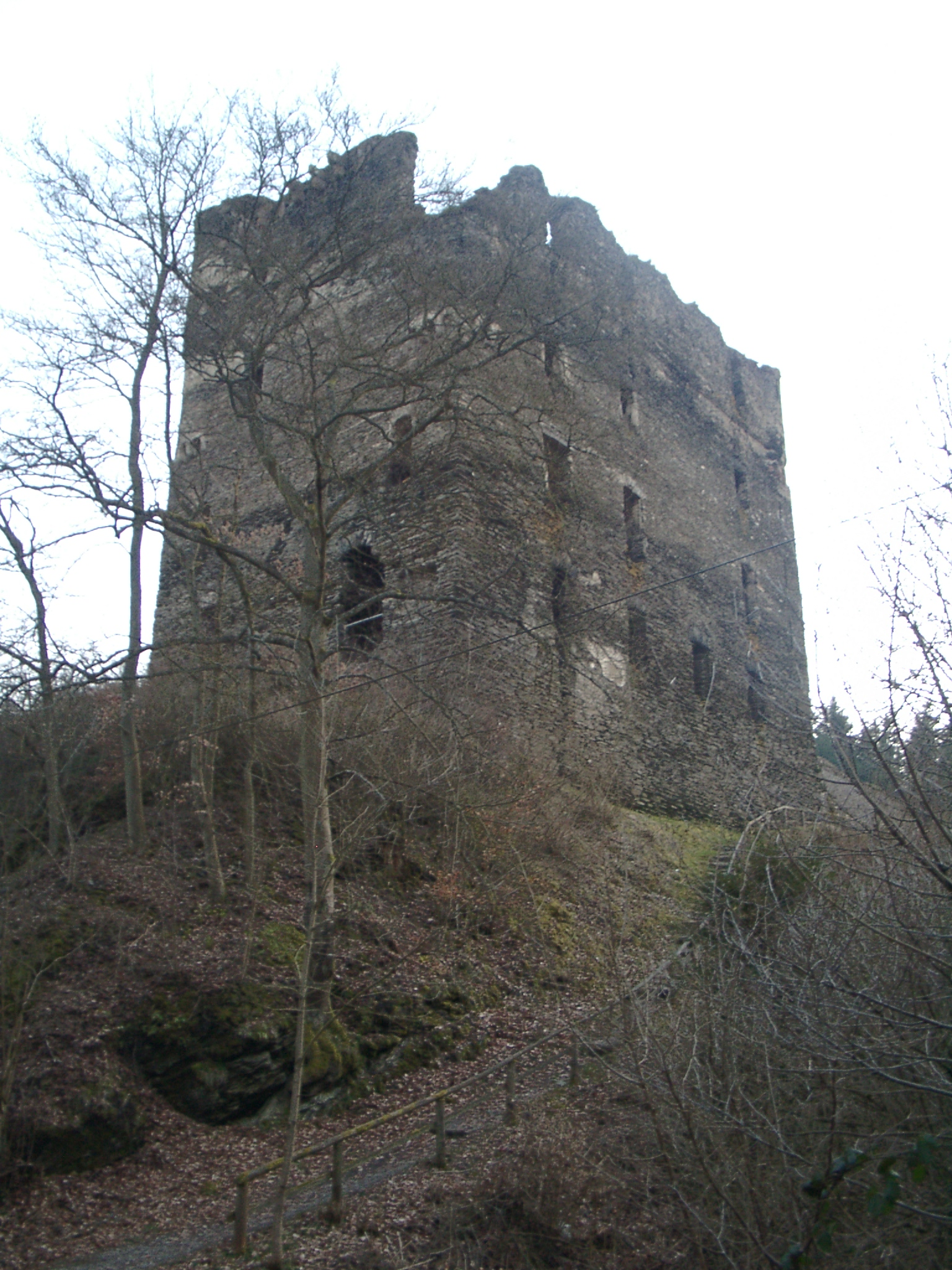
Les ruines du château de Balduinseck.
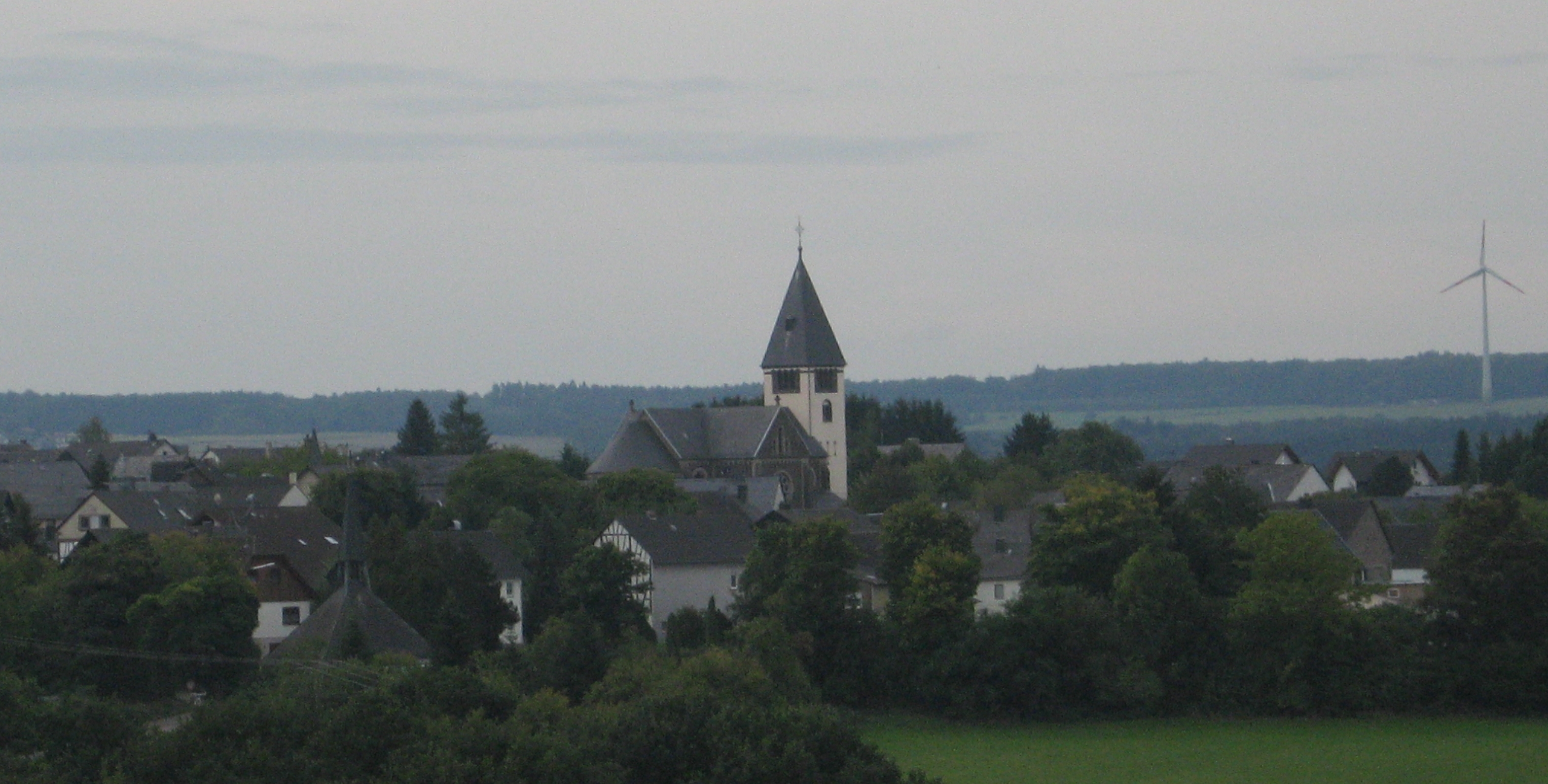
La paroisse Saint-Nicholas.
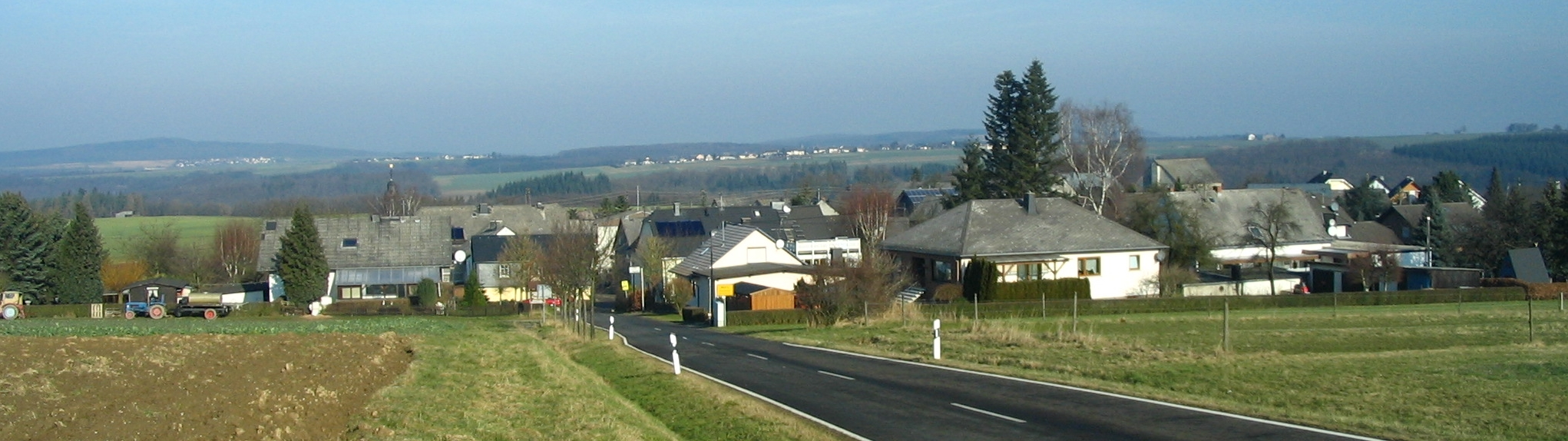
Le hameau de Mörz, vu du sud.
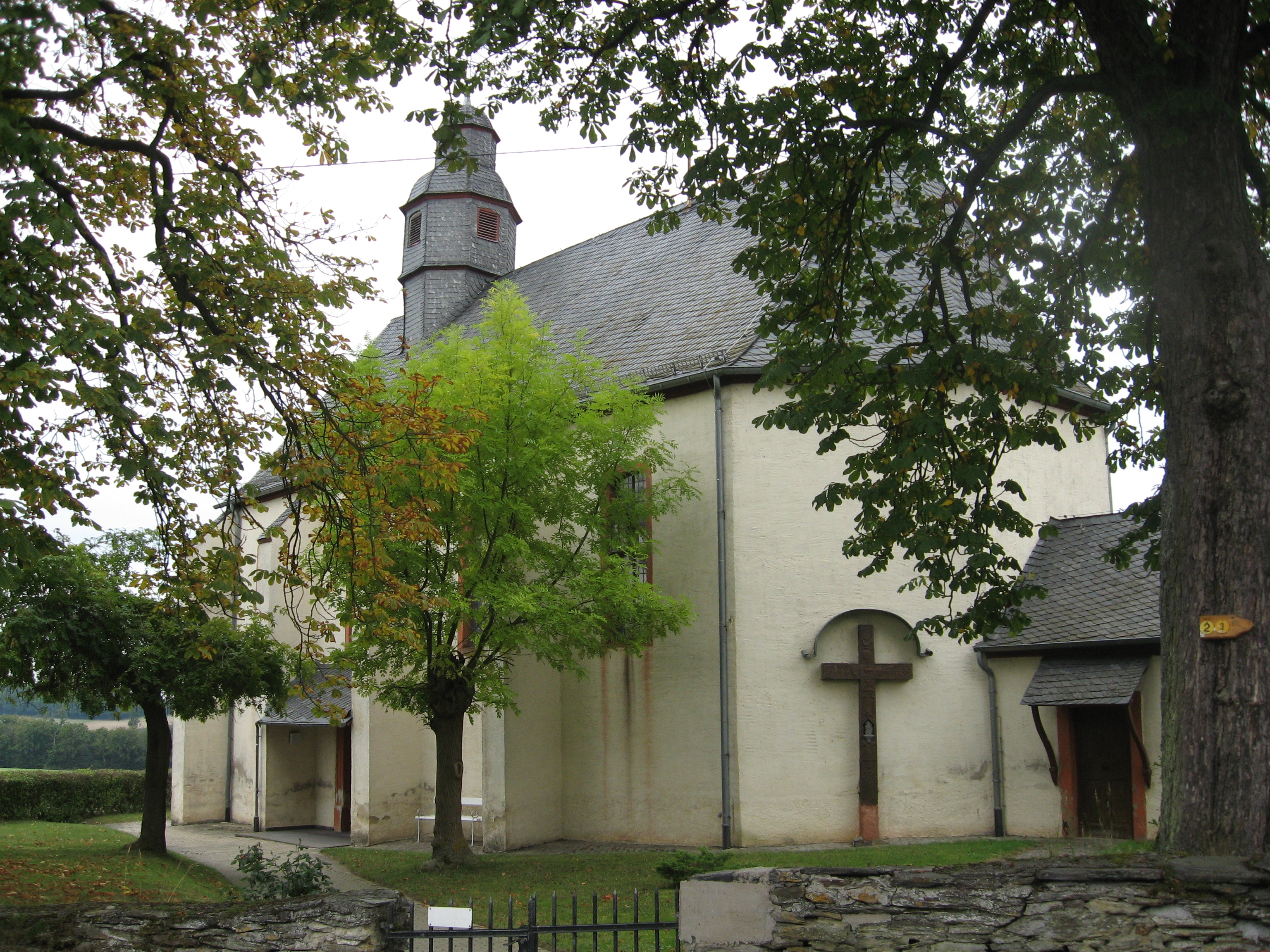
L'église de l'Assomption à Mörz.